# Hči Lune
Hči Lune je mladinski roman slovenske pisateljice Dese Muck. Zgodba govori o najstniških ljubeznih, katere se zapletejo v ljubezenski trikotnik. Lučki je všeč Krištof, a on ima dekle Diano. Bineta Lučka ne prenese že od otroštva. A zarečenega kruha se največ poje. Tako na koncu Lučka ugotovi, da je Bine pravzaprav zelo prijazen fant, Krištof pa jo zelo razočara, saj jo osramoti.

## Vsebina
Lučka je štirinajstletno dekle. Živi v Ljubljani pri svojih posvojiteljih, bioloških staršev pa ne pozna. Ker ji je prava mati umrla, si domišlja, da je njena mati luna. Pove ji vse in prosi jo za kakšen nasvet, hkrati pa verjame, da ima čarobno moč. Lučka je po naravi umetniška duša in piše roman z naslovom Lucijana Asterija v vrtincu ljubezni. V njem idealizira svoje želje po pravi ljubezni.
Lučka je končala osnovno šolo in bo počitnice preživela pri babici na Dolenjskem. Tam bo poletje preživelo tudi nekaj njenih dobrih prijateljev. Ko pa Lučka izve, da bo prišel tudi Krištof, njena dolgoletna simpatija, se še posebej razveseli. Vendar Krištof že ima dekle Diano, ki je bogata in zelo nesramna do drugih, vendar je v očeh fantov videti kot boginja. Diana naj bi počitnice preživljala v Grčiji, a nato starše prepriča, da tudi oni odidejo na Dolenjsko.
Na dan Krištofovega prihoda je Lučka komaj čakala, da pride, a ker ga proti popoldnevu še vedno ni bilo, je jezna in žalostna odvihrala v sobo in jokala. Kmalu zatem pa sta prišla Krištof in Erika, njena najboljša prijateljica in Krištofova sestrična, k njej na obisk. Nastala je zmešnjava, saj je Lučka jokala, prišla pa je še njena babica in razkrila, da Lučka vseskozi govori o Krištofu. Zvečer so se odpravili na ples. Nato pa se je na presenečenje vseh prikazala Diana in uničila Lučkino priložnost, da bi na samem govorila s svojo simpatijo. Tudi v naslednjih dneh so ji težko ubežali, saj je Diana vedno odkrila, kam je odšla njihova družba. Krištof je vzljubil Lučko in jo rahlo osvajal. Rekel ji je, da bo prekinil razmerje z Diano in da bi rad bil z njo. Lučka in Krištof sta se dogovorila, da se bosta dobila tistega večera ob 9. uri. Lučka ga je peljala do izvira zaljubljencev. Zanj je veljala legenda, da če tvoja simpatija pije iz njega vodo ob polni luni, se bo zaljubila vate in skupaj bosta ostala do konca življenja.  
Lučka je Krištofa komaj prepričala, da je spil požirek. Nato sta se poljubila. Poljub se ji je zdel ogaben, pripravljala pa se je tudi nevihta. Ker je bila že tema, sta se odločila, da bosta raje odšla nazaj. Vendar je v tem trenutku odpovedala baterija. Ko sta poskušala v temi najti izhod iz gozda, jo je Krištof zmerjal in njena zaljubljenost se je zmanjševala iz minute v minuto. Nato se je Krištof spotaknil in zgubljena sta obstala v gozdu in čakala, da se zdani. V tistem trenutku je iz grma prišel Bine (do tega trenutka nepridiprav, ki jo je vedno zafrkaval) in nato še vsi drugi, saj je Diana zagnala vik in krik, ko Krištofa ni bilo v sobi. 
Lučka je staknila pljučnico in je kar nekaj časa preživela v bolnišnici, medtem ko je Krištof z zvinom noge odšel z Dianino družino na počitnice na morje. Lučko so prišli obiskat in je niso karali, kar je bilo veliko presenečenje. Na Dolenjsko pa se ni vračala, saj ni želela poslušati čenč v vasi. Vendar so jo okoliščine prisilile priti nazaj, saj si je njena babica zlomila roko. Naslednje dni je ostajala v hiši in ji pomagala, vendar jo je babica napodila ven k Eriki, češ da je potrebna družbe in pomoči.
Odšli so na vaško veselico, kjer ji je postalo jasno, da se je ponovno zaljubila. Na njeno presenečenje je bil to ravno Bine, s katerim sta bila vedno na bojni nogi. Poleg tega pa je mislila, da hodi z Eriko.
Zaradi slabega vremena so se odpravili k Binetu domov, kjer so se pogovarjali. Lučka se je počutila kot peto kolo. Ko je šla po pijačo v kuhinjo, je za njo prišel Bine. Povedal ji je, da je zaljubljen vanjo, ter jo poljubil. Zabrusila mu je, da so vsi fantje enaki in da vara njeno najboljšo prijateljico. Pri izhodu jo je pričakala Erika, ki ji je zagotovila, da z Binetom nista par. Vendar je osramočena Lučka zbežala domov. Na poti jo je prestregel Bine in jo odpeljal do izvira. Tudi tokrat je deževalo in tudi tokrat sta bila pri izviru, vendar je bilo lepo. In tokratni poljub je bil veliko prijetnejši od sluzastega Krištofovega.
Počitnice so se končale in Lučka se je z veseljem vrnila v Ljubljano, saj je vedela, da bo tam tudi njena ljubezen celo leto.

## Lucijana Asterija v vrtincu ljubezni
Tako se imenuje knjiga, ki jo piše Lučka. V njej si izmišlja zgodbice, v katerih nastopajo ona, Krištof, Diana in še nekateri prijatelji. V knjigi Hči Lune so poglavlja Luciane Asterije v vrtincu ljubezni vključene v prvotno zgodbo. Lučka iz raznih situacij, ki se ji dogajajo, oblikuje domišljijsko zgodbo. Včasih s srečnim koncem zanjo, včasih pa tudi z nesrečnim.
Kratek opis zgodb iz Lučkine knjige:
- Lucijana je hči umrle kraljice Lune, ki je bila ob rojstvu zamenjana s hčerjo dvorne dojilje Diabolije. Zaljubljena je v čednega princa Kristoferja, ki  je prav tako zaljubljen v njo.
- Kristofer reši Lucijano iz rok Binegula.
- Lucijana postane redovnica.
- Kristofer in Diabolija se morata poročiti.
- Na dan poroke najdejo Lucijano v reki, kjer se je utopila.
- Čarovnica Matilda obudi Lucijano.
- Lucijano ugrabijo razbojniki in Kristofer jo reši.
- Kristofer in Lucijana se znajdeta v viharju, ki ga je naročila Diabolija.
- Kristofer ubrani Lucijano pred viharjem.
- Lucijano skozi snežni metež vodi skrivnostni moški, s katerim je plesala na plesu.
- Lucijana se posveti dobrodelnim dejavnostim.
- Lucijana spozna, da se je zaljubila v Binegula, zaročenca Erikeje.
- Hoče zbežati.
- Erikeja jo poprosi, da bo družica na njeni poroki.
- Poroka Erikeje in Binegula je razveljavljena, saj sta tudi onadva bila zamenjana in sta v resnici brat in sestra.
- Binegul in Lucijana si izpovesta ljubezen.

Luciana = Lučka
Kristofer = Krištof
Diabolija = Diana
Binegul = Bine
Erikeja = Erika

## Podatki o knjigi
- Urednik: Vasja Cerar
- Ilustracija: Ana Košir
- Oblikovala: Darja Spanring Marčina
- Lektorirala: Darinka Koderman
- Založba Mladinska knjiga
- Ljubljana 1995